# Dietrich von Werben
Dietrich (lateinisch Teodericus comes de Wirbene; † 1183 oder später) war Graf von Werben, heute Burgwerben bei Weißenfels in Sachsen-Anhalt.

## Leben
Dietrich war ein Sohn von Albrecht dem Bären, dem ersten Markgrafen von Brandenburg und dessen Frau Sophie. Seine Brüder waren unter anderem Markgraf Otto I. von Brandenburg, Bischof Siegfried von Brandenburg und Herzog Bernhard von Sachsen. Er heiratete Mathilde (Mechthild), eine Tochter des Landgrafen von Thüringen Ludwigs II. Aus der Ehe ging ein Sohn hervor, der den Namen des Vaters erhielt.
1147 wurde Dietrich erstmals an der Seite seines Vaters und einiger Brüder erwähnt, danach noch mehrere Male. Er weilte an deren Seite auf mehreren Hof- und Fürstentagen. Nach dem Tod des Vaters im Jahre 1170 erhielt er die Grafschaft Werben. Mit seinen Brüdern Otto, Hermann und Bernhard widersetzte er sich Kaiser Friedrich Barbarossa, der die Grafschaft Plötzkau an sich bringen wollte. Dafür beschädigte dessen Neffe Ludwig III. von Thüringen 1173 die Burg Werben. Bei den Kämpfen wurde Dietrich durch einen Pfeil schwer verletzt. In späteren Jahren machte er eine Pilgerfahrt ans Grab Christi.
Dietrich war Vogt des Benediktinerklosters Goseck und bedachte die Klöster Obernkirchen und Oldisleben mit Schenkungen. 1183 wurde er letztmals erwähnt und starb mutmaßlich noch im gleichen Jahr. Die Grafschaft Werben fiel an seinen Bruder Bernhard, da Dietrichs einziger Sohn noch vor dem Vater verstorben war.
Dietrich ist nicht identisch mit dem gleichnamigen Komtur der Johanniterkommende Werben an der Elbe.